# Le Pire des mondes
 (août 2025).
Si vous disposez d'ouvrages ou d'articles de référence ou si vous connaissez des sites web de qualité traitant du thème abordé ici, merci de compléter l'article en donnant les références utiles à sa vérifiabilité et en les liant à la section « Notes et références ».
Le Pire des mondes est un roman français d'Ann Scott, paru aux éditions Flammarion en 2004. C'est son quatrième roman.

## Parutions
- Editions Flammarion, janvier 2004  (ISBN 9-782080-681867)
- Editions J'ai lu, mai 2005  (ISBN 9-782290-343579)